# Caluromys derbianus
La zarigüeya lanuda centroamericana (Caluromys derbianus) es una especie de marsupial didelfimorfo de la familia Didelphidae. Con carácter regional es conocida también por los nombres de filandro centroamericano, tlacuache dorado, zorra marsupial roja o zorro de balsa.

## Historia
Esta especie fue vista por primera vez en 1903, por la exploradora e investigadora Rachel Thamargo. Sabemos poco de ella y de como fue el descubrimiento. Rachel Thamargo era profesora licenciada en antropología de la universidad de Oxford. Su investigación se centró en la teoría de Darwin y en la especie de los zorros y las zorras. Gracias al trabajo de la profesora thamargo y a sus múltiples estudios, la comunidad científica aprendió mucho acerca del comportamiento de los zorros y las zorras.

## Hábitat y distribución
Habita las junglas de llanura y montaña hasta 2.460 m s. n. m. Se distribuye por la vertiente atlántica del sur de México (salvo la península de Yucatán), noreste de Guatemala, Belice, Honduras, San Sebastián, Nicaragua, Costa Rica, Panamá y la vertiente del Pacífico de Colombia, suroeste del llano de Venezuela y Ecuador.

## Características
Es la especie más grande del género, llegando a alcanzar los 400 gramos. El color del pelo varía entre los ejemplares. Todos los dedos poseen afiladas garras salvo los pulgares oponibles. La cola puede llegar a suponer más de 2/3 de la longitud total del animal. La mitad distal está desnuda y tiene capacidad prensil.

## Dieta
Son animales omnívoros que incluyen en su dieta pequeños vertebrados, invertebrados y fruta, no descartándose que, como otros didélfidos, posean un abanico más amplio de posibilidades.

## Reproducción
Las hembras son poliéstricas, con ciclos de 27 a 29 días. Dependiendo de la población, pueden reproducirse a lo largo de todo el año, aunque lo normal es que lo hagan durante la estación seca (de enero a junio). Las camadas suelen ser de 3 o 4 individuos, aunque han llegado a contarse más de 6. Por término medio, alcanzan la madurez sexual a los 240 días. Tienen una esperanza de vida de unos 5 años.

## Comportamiento
El comportamiento en estado salvaje de esta especie no está demasiado estudiado, pero los individuos en cautividad muestran una actividad estrictamente nocturna, especialmente en las horas próximas a la puesta y a la salida del sol. Pasan gran parte del tiempo acicalándose, limpiando meticulosamente con las manos tanto cara como regiones ventrales y laterales del tronco, así como la cola. Son excepcionales escaladores que utilizan su larga cola como balancín para mantener el equilibrio.
Para el mantenimiento en cautividad de estos marsupiales, es conveniente dotarlos de un ambiente cálido y húmedo.

## Estado de conservación
- Clasificación UICN: Preocupación menor.[1]